# Kyŏngwŏn
Kyŏngwŏn (kor. 경원군, Kyŏngwŏn-gun) – powiat w Korei Północnej, w północnej części prowincji Hamgyŏng Północny, przy granicy z Chinami. W 2008 roku liczył 107 327 mieszkańców. Graniczy z powiatami Onsŏng na północy, Ŭndŏk na południowym wschodzie, z miastem Hoeryŏng na południowym zachodzie oraz z chińskim miastem Hunchun (w chińskiej prowincji Jilin) na północnym wschodzie. W roku 1977 nazwa powiatu została zmieniona na Saebyŏl (kor. 새별), lecz zmianę anulowano.

## Geografia
Zachodnia część powiatu w przeciwieństwie do wschodniej jest górzysta. 75% całej powierzchni powiatu zajmuje las. Granicę z Chinami wytycza rzeka Tuman, przez powiat płyną także liczne jej dopływy.

## Gospodarka
W gospodarce regionu dominuje górnictwo węgla kamiennego i rolnictwo, w tym szczególnie uprawy ryżu, kukurydzy i soi. Popularna jest także hodowla zwierząt gospodarskich i jedwabników.

## Transport
Przez powiat przebiegają dwie linie kolejowe: Hambuk oraz jej odgałęzienie, niezelektryfikowana linia Kogŏnwŏn.

## Podział administracyjny powiatu
W skład powiatu wchodzą następujące jednostki administracyjne:
| Nazwa jednostki administracyjnej | Rodzaj jednostki administracyjnej | Chosŏn'gŭl     | Hancha         |
| -------------------------------- | --------------------------------- | -------------- | -------------- |
| Kyŏngwŏn-ŭp                      | miasteczko                        | 경원읍         | 慶源邑         |
| Ha'myŏn-rodongjagu               | dzielnica pracownicza             | 하면로동자구   | 下面勞動者區   |
| Kogŏn-rodongjagu                 | dzielnica pracownicza             | 고건원로동자구 | 古乾原勞動者區 |
| Ryongbuk-rodongjagu              | dzielnica pracownicza             | 룡북로동자구   | 龍北勞動者區   |
| Anwŏn-ri                         | wieś                              | 안원리         | 安原里         |
| Jongsan-ri                       | wieś                              | 종산리         | 鍾山里         |
| Jungyŏng-ri                      | wieś                              | 중영리         | 中榮里         |
| Hunyung-ri                       | wieś                              | 훈융리         | 訓戎里         |
| Husŏk-ri                         | wieś                              | 후석리         | 厚石里         |
| Kŭmdong-ri                       | wieś                              | 금동리         | 金洞里         |
| Nongp'o-ri                       | wieś                              | 농포리         | 農圃里         |
| Pongsan-ri                       | wieś                              | 봉산리         | 鳳山里         |
| Ryangdong-ri                     | wieś                              | 량동리         | 良洞里         |
| Ryongdang-ri                     | wieś                              | 룡당리         | 龍堂里         |
| Ryonggye-ri                      | wieś                              | 룡계리         | 龍溪里         |
| Ryonghyŏn-ri                     | wieś                              | 룡현리         | 龍峴里         |
| Ryongmun-ri                      | wieś                              | 룡문리         | 龍門里         |
| Ryongnam-ri                      | wieś                              | 룡남리         | 龍南里         |
| Ryongsin-ri                      | wieś                              | 룡신리         | 龍新里         |
| Ryudasŏm-ri                      | wieś                              | 류다섬리       | 柳多島里       |
| Sasu-ri                          | wieś                              | 사수리         | 沙水里         |
| Singŏn-ri                        | wieś                              | 신건리         | 新乾里         |
| Sŏngnae-ri                       | wieś                              | 성내리         | 城內里         |
| Dongrim-ri                       | wieś                              | 동림리         | 東林里         |
| Yŏnsan-ri                        | wieś                              | 연산리         | 硯山里         |